# Rio Grande (film)
Rio Grande is een Amerikaanse western uit 1950 onder regie van John Ford.

## Verhaal
Kirby Yorke is de leider van een cavalerie-eenheid. Zijn zoon Jefferson wordt in zijn compagnie geplaatst. Yorke neemt zichzelf voor zijn zoon geen voorkeursbehandeling te geven. Vervolgens krijgt hij bezoek van zijn ex-vrouw, die haar zoon wil beschermen.

## Rolverdeling
| Acteur               | Personage            |
| -------------------- | -------------------- |
| John Wayne           | Kirby Yorke          |
| Maureen O'Hara       | Kathleen Yorke       |
| Ben Johnson          | Travis Tyree         |
| Claude Jarman jr.    | Jeff Yorke           |
| Harry Carey jr.      | Sandy Boone          |
| Chill Wills          | Dr. Wilkins          |
| J. Carrol Naish      | Philip Sheridan      |
| Victor McLaglen      | Timothy Quincannon   |
| Grant Withers        | Hulpsheriff          |
| Sons of the Pioneers | Muzikanten           |
| Peter Ortiz          | Kapitein St. Jacques |
| Steve Pendleton      | Kapitein prescott    |
| Karolyn Grimes       | Margaret Mary        |
| Alberto Morin        | Luitenant            |
| Stan Jones           | Sergeant             |